# KT Wiz
Le KT Wiz (hangeul : KT 위즈) est une équipe professionnelle sud-coréenne de baseball. L'équipe est créée en même temps que la ligue en 2014. L'équipe joue ses matchs à domicile au parc de baseball du Suwon KT Wiz à Suwon.

## Bilan par saisons
| KT Wiz |           |     |     |     |   |       |       |          |
| Saison | Nom       | J   | V   | D   | N | %     | Place | Playoffs |
| 2015   | KT Wiz    | 144 | 52  | 91  | 1 | 0.364 | 10    |          |
| 2016   | KT Wiz    | 144 | 53  | 89  | 2 | 0.373 | 10    |          |
| Total  | 2 saisons | 288 | 105 | 180 | 3 | 0.368 | 10    | 0 titre  |

J : matchs joués, V : victoires, D : défaites, N : nuls, % : pourcentage de victoires, GB (Game Behind) : retard en matchs sur le premier du classement.